# 布尔吉略斯德托莱多
布尔吉略斯德托莱多，是西班牙卡斯蒂利亚-拉曼恰托莱多省的一个市镇。总面积29平方公里，总人口1155人（2001年），人口密度40人/平方公里。